# Treptacantha nodicaulis
Espèce
Treptacantha nodicaulis (synonyme : Cystoseira nodicaulis) est une espèce d’algues brunes de la famille des Sargassaceae.

## Nomenclature
Treptacantha nodicaulis a pour synonymes selon AlgaeBase (30 août 2020) :
- synonymes homotypiques :
  - Fucus nodicaulis With., 1796 (basionyme) ;
  - Cystoseira nodicaulis (With.) M.Roberts, 1967 ;
- synonyme hétérotypique :
  - Fucus mucronatus Turner, 1802.

## Description morphologique
Elle est identifiable par ses tophules sur les thalles de seconde année.

## Distribution
Son aire de distribution s'étend entre les côtes de l'Europe de l'ouest et les îles de la Macaronésie.

## Écologie
Elle se développe en milieux abrités, dans les étages médiolittoral et infralittoral.